# Алисмерети
Алисмерети (груз. ალისმერეთი) — село в Грузии, в муниципалитете Багдати в крае Имеретия.

## География
Село расположено на северном склоне Месхетского хребта, на правом берегу реки Ханисскали. Высота центра — 600 метров над уровнем моря. Находится в 15 км от Багдати.

## Население
По состоянию на 2014 год в селе проживает 5 человек.
| Год переписи | Население | Мужчины | Женщины |
| ------------ | --------- | ------- | ------- |
| 2002         | 31        | 13      | 18      |
| 2014         | ▼5        | 3       | 2       |